# Michaił Akimienko
Michaił Siergiejewicz Akimienko (ros. Михаил Сергеевич Акименко;  ur. 6 grudnia 1995) – rosyjski lekkoatleta specjalizujący się w skoku wzwyż.
W 2013, w Rieti, został brązowym medalistą mistrzostw Europy juniorów, a rok później stanął na najwyższym stopniu podium juniorskich mistrzostw świata w Eugene. W 2019 sięgnął po srebro mistrzostw świata w Dosze.
Złoty medalista mistrzostw Rosji.
Rekordy życiowe: stadion – 2,35 (4 października 2019, Doha); hala – 2,31 (16 stycznia 2020, Czelabińsk, 3 marca 2020, Moskwa, 24 stycznia 2021, Moskwa, 16 lutego 2021, Moskwa oraz 26 lutego 2021, Briańsk).

## Osiągnięcia
| Rok  | Impreza                        | Miejsce | Pozycja    | Wynik | Reprezentacja |
| ---- | ------------------------------ | ------- | ---------- | ----- | ------------- |
| 2013 | Mistrzostwa Europy juniorów    | Rieti   | 3. miejsce | 2,18  | RUS           |
| 2014 | Mistrzostwa świata juniorów    | Eugene  | 1. miejsce | 2,24  | RUS           |
| 2015 | Młodzieżowe mistrzostwa Europy | Tallinn | 6. miejsce | 2,18  | RUS           |
| 2019 | Mistrzostwa świata             | Doha    | 2. miejsce | 2,35  | ANA           |